# 바이어슈트라스 타원함수

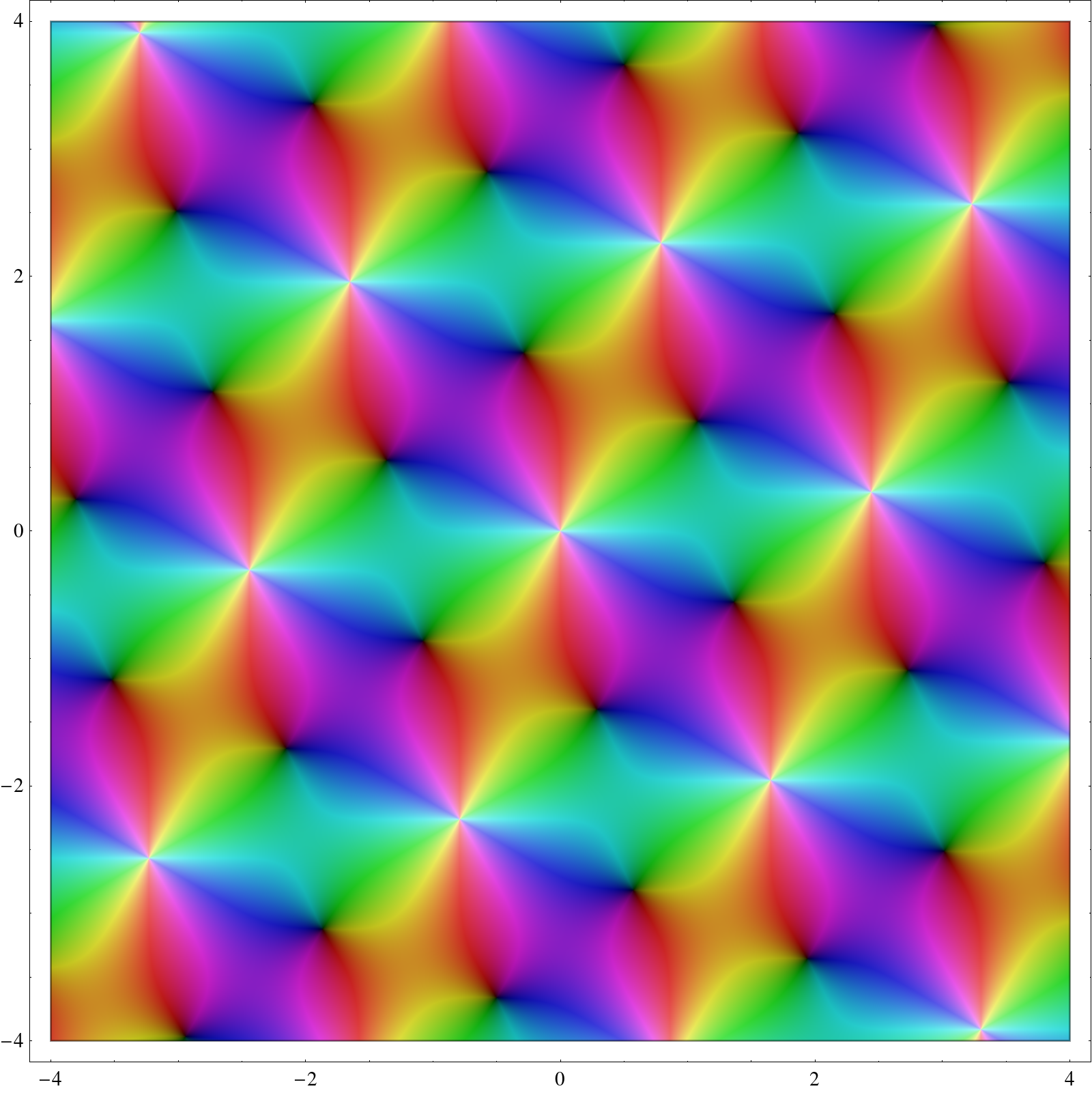
바이어슈트라스 타원함수의 그래프. 인 경우이며, 이 경우 주기는 이다. 흰색은 극점, 검은색은 영점을 나타낸다.

바이어슈트라스 타원함수(Weierstraß楕圓函數, 영어: Weierstrass elliptic function)는 타원함수의 하나다. 타원곡선의 연구에 중요한 역할을 한다. 기호는 {\displaystyle \wp }.

## 정의
바이어슈트라스 타원함수 {\displaystyle \wp (z;\omega _{1},\omega _{2})}는 주기에 대한 격자합으로, 또는 이를 정의하는 미분 방정식으로 정의할 수 있다.

### 격자합
{\displaystyle z\in \mathbb {C} }, {\displaystyle \tau \in \mathbb {H} /\operatorname {PSL} (2;\mathbb {Z} )}에 대하여, 바이어슈트라스 타원함수 {\displaystyle \wp (z;\tau )}는 다음과 같다.
{\displaystyle \wp (z;\tau )={\frac {1}{z^{2}}}+\sum _{(m,n)\neq (0,0)}\left({\frac {1}{(z+m+\tau n)^{2}}}-{\frac {1}{(m+\tau n)^{2}}}\right)}
타원곡선 모듈러스 {\displaystyle \tau } 대신 격자 주기 {\displaystyle \omega _{1},\omega _{2}}를 써서 다음과 같이 {\displaystyle \wp (z;\omega _{1},\omega _{2}})를 정의하기도 한다.
{\displaystyle \wp (z;\omega _{1},\omega _{2})={\frac {1}{z^{2}}}+\sum _{(m,n)\neq (0,0)}\left({\frac {1}{(z+m\omega _{1}+n\omega _{2})^{2}}}-{\frac {1}{(m\omega _{1}+n\omega _{2})^{2}}}\right)=\omega _{1}^{-2}\wp (z/\omega _{1};\omega _{2}/\omega _{1})}

### 미분 방정식
바이어슈트라스 타원함수는 다음과 같은 미분 방정식을 만족시킨다.
{\displaystyle \wp '(z;\omega _{1},\omega _{2})^{2}=4\wp (z;\omega _{1},\omega _{2})^{3}-g_{2}(\omega _{1},\omega _{2})\wp (z;\omega _{1},\omega _{2})-g_{3}(\omega _{1},\omega _{2})}
여기서 {\displaystyle \wp '(z;\omega _{1},\omega _{2}u)={{\partial \wp (z;\omega _{1},\omega _{2})} \over {\partial z}}}이다. {\displaystyle g_{2}}와 {\displaystyle g_{3}}는 타원 불변량(영어: elliptic invariant)이라고 불리는 모듈러 형식이며, 이는 주기 {\displaystyle (\omega _{1},\omega _{2})}와 다음과 같은 관계를 가진다.
{\displaystyle g_{2}(\omega _{1},\omega _{2})=60\sum _{(m,n)\neq (0,0)}(m\omega _{1}+n\omega _{2})^{-4}}
{\displaystyle g_{3}(\omega _{1},\omega _{2})=140\sum _{(m,n)\neq (0,0)}(m\omega _{1}+n\omega _{2})^{-6}}
이는 타원곡선의 방정식이다. 즉, 다음과 같은 함수
{\displaystyle f\colon \mathbb {C} /\Lambda \to \mathbb {CP} ^{2}}
{\displaystyle f\colon z\mapsto [1,\wp (z;\tau ),\wp '(z;\tau )]}
를 정의하면, 이는 원환면 {\displaystyle \mathbb {C} /\Lambda }로부터 타원곡선 {\displaystyle y^{2}=4x^{3}-g_{2}x-g_{3}}으로 가는, 복소다양체의 동형사상을 이룬다. 여기서 {\displaystyle \Lambda }는 {\displaystyle \tau }에 대한 격자
{\displaystyle \Lambda =\{m+n\tau \colon m,n\in \mathbb {Z} \}}
이다. 이에 따라서, 복소 타원곡선은 위상수학적으로 원환면임을 알 수 있다.

## 성질
바이어슈트라스 타원함수는 타원함수이므로, 다음과 같은 주기성을 가진다. 임의의 {\displaystyle n_{1},n_{2}\in \mathbb {Z} }에 대하여,
{\displaystyle \wp (z;\omega _{1},\omega _{2})=\wp (z+n_{1}\omega _{1}+n_{2}\omega _{2};\omega _{1},\omega _{2})}
또한, 모듈러 매개변수 {\displaystyle \tau }에 대해서는 모듈러 함수의 성질을 가진다.
{\displaystyle \wp (z;\tau )=\wp (z;\tau +1)=\wp (z;-1/\tau )}
또한, 바이어슈트라스 타원함수는 짝함수이며, 그 도함수는 홀함수이다.
{\displaystyle \wp (z;\omega _{1},\omega _{2})=\wp (-z;\omega _{1},\omega _{2})}
{\displaystyle \wp ;(z;\omega _{1},\omega _{2})=-\wp '(-z;\omega _{1},\omega _{2})}
바이어슈트라스 타원함수 {\displaystyle \wp (-;\omega _{1},\omega _{2})}는 타원 곡선 {\displaystyle \mathbb {C} /\langle \omega _{1},\omega _{2}\rangle }에서 리만 구면 {\displaystyle {\hat {\mathbb {C} }}}로 가는 2겹 분지 피복을 정의한다. 이 경우, 리만-후르비츠 공식에 따라 총 4개의 분지점이 존재하며, 이들은 타원 곡선의 2차 꼬임 부분군이다. 분지점에서의 값들은 (무한대를 제외하고) 통상적으로 {\displaystyle e_{1},e_{2},e_{3}}이라고 쓰며,  다음과 같다.
{\displaystyle {\widehat {\infty }}=\wp (0;\omega _{1},\omega _{2})}
{\displaystyle e_{1}(\omega _{1},\omega _{2})=\wp (\omega _{1}/2;\omega _{1},\omega _{2})}
{\displaystyle e_{2}(\omega _{1},\omega _{2})=\wp (\omega _{2}/2;\omega _{1},\omega _{2})}
{\displaystyle e_{3}(\omega _{1},\omega _{2})=\wp (\omega _{1}/2+\omega _{2}/2;\omega _{1},\omega _{2})}

### 덧셈 공식
삼각함수나 야코비 타원함수와 마찬가지로, 바이어슈트라스 타원함수는 다음과 같은 덧셈 공식(영어: addition formula)을 만족시킨다.
{\displaystyle \wp (z+y)={\frac {1}{4}}\left({\frac {\wp '(z)-\wp '(y)}{\wp (z)-\wp (y)}}\right)^{2}-\wp (z)-\wp (y)}
만약 {\displaystyle z=y}인 경우, 위 공식에 극한을 취해 다음과 같은 공식을 얻는다.
{\displaystyle \wp (2z)={\frac {1}{4}}\left({\frac {\wp ''(z)}{\wp '(z)}}\right)^{2}-2\wp (z)}

### 야코비 타원함수와의 관계
바이어슈트라스 타원함수는 야코비 타원함수로 나타낼 수 있으며, 다음과 같다.
{\displaystyle \wp (z)=e_{3}+{\frac {e_{1}-e_{3}}{\operatorname {sn} ^{2}(w;m)}}=e_{2}+\left(e_{1}-e_{3}\right){\frac {\operatorname {dn} ^{2}(w;m)}{\operatorname {sn} ^{2}(w;m)}}=e_{1}+\left(e_{1}-e_{3}\right){\frac {\operatorname {cn} ^{2}(w;m)}{\operatorname {sn} ^{2}(w;m)}}}
여기서
{\displaystyle w=z{\sqrt {e_{1}-e_{3}}}}
{\displaystyle m=(e_{2}-e_{3})/(e_{1}-e_{3})}
이다.

### 역함수
바이어슈트라스 타원함수가 따르는 미분 방정식을 적분하면, 바이어슈트라스 타원함수의 역함수는 다음과 같은 타원적분임을 알 수 있다.
{\displaystyle u=\int _{\wp (u;\tau )}^{\infty }{\frac {ds}{\sqrt {4s^{3}-g_{2}(\tau )s-g_{3}(\tau )}}}}
이는 리만 구면에서 타원곡선으로 가는 사상으로 볼 수 있으며, {\displaystyle \{e_{1},e_{2},e_{3},{\widehat {\infty }}\}}에서 분지점을 갖는다.

## 역사
카를 바이어슈트라스가 1862년 베를린 대학교에서의 타원함수에 대한 강의에서 정의하였다. 이는 기존의 야코비 타원함수들의 복잡한 이론을 하나의 함수만을 사용하여 단순화시킨 것이다.

## 같이 보기
- 바이어슈트라스 제타 함수
- {\displaystyle j}-불변량

## 참고 문헌
- Brizard, Alain J. “A primer on elliptic functions with applications in classical mechanics” (영어). arXiv:0711.4064. Bibcode:2007arXiv0711.4064B.